# افنباخ ۱۰۸۲۰
سیارک ۱۰۸۲۰ (به انگلیسی: 10820 Offenbach، نامگذاری:1993QN4) ده هزار و هشتصد و بیستمین سیارک کشف شده‌است که در ۱۸ اوت ۱۹۹۳ کشف شد.
قدر مطلق سیارک برابر ۱۴٫۴۰ است.